# 1017
Початок Високого Середньовіччя •  Епоха вікінгів •  Золота доба ісламу •  Реконкіста •  Київська Русь

## Геополітична ситуація
Візантію очолює Василій II Болгаробійця. Генріх II є імператором Священної Римської імперії.
Королем Західного Франкського королівства є, принаймні формально, Роберт II Побожний.
Апеннінський півострів розділений між численними державами: північ належить Священній Римській імперії, середню частину займає Папська область, на південь від Римської області лежать невеликі незалежні герцогства, південна частина півострова належать Візантії. Південь Піренейського півострова займає Кордовський халіфат, охоплений міжусобицею. Північну частину півострова займають християнські королівство Леон (Астурія, Галісія), де править Альфонсо V, Наварра (Арагон, Кастилія) та Барселона. Королівство Англія завоювали війська данського короля Канута Великого.
У Київській Русі триває боротьба за трон між Святополком та Ярославом. У Польщі править Болеслав I Хоробрий. Перше Болгарське царство частково захоплене Візантією, в Західно-Болгарському царстві триває правління Івана Владислава. У Хорватії триває правління Крешиміра III та Гойслава. Королівство Угорщина очолює Стефан I.
Аббасидський халіфат очолює аль-Кадір, в Єгипті владу утримують Фатіміди, в Середній Азії — Караханіди, у Хорасані — Газневіди. У Китаї триває правління династії Сун. Значними державами Індії є Пала, Пратіхара, Чола. У Японії триває період Хей'ан.

## Події
- Триває боротьба між синами Володимира Великого за київський престол. Після перемоги над Святополком у битві під Любичем Київ захопив Ярослав, а Святополк утік у Польщу. Ярославу довелося витримати облогу печенігів. Цей рік є однією з можливих дат початку будівництва Софіївського собору.
- Канут Великий одружився із вдовою Етельреда Нерозумного Еммою Нормандською і був офіційно коронований королем Англії.
- Мел із Барі, заручившись підтримкою норманських авантюристів, почав війну проти візантійських володінь на півдні Італії.
- Хамза ібн Алі проголосив створення релігії друзів.
- Махмуд Газневі захопив Хорезм.
- зникло царство Анурадхапура.

## Народились
- 28 жовтня — Генріх III, німецький король Римської імперії († 1056)